# Артур Лоурейру
Артур Хосе де Соуза Лоурейру (порт. Artur Jose de Sousa Loureiro; 11 лютого 1853, Порту — 7 липня 1932, Терраші-де-Бору) — португальський живописець.

## Життя і праця
Перші уроки малювання та живопису він взяв у свого друга Антоніо Хосе да Коста (1840—1929). Пізніше він відвідував Escola Superior de Belas-Artes do Porto, де навчався при Жоао Антоніо Коррея. У 1875 році він вирушив до Риму за підтримки свого покровителя Дельфіма Гедеса (1842—1895), майбутнього графа Альмедіна.
У 1879 році, отримавши стипендію на навчання, він переїхав до Парижу, щоб навчатись у школі витончених мистецтв «Еколе де Босо»; проживаючи в Латинському кварталі та маючи посаду у студіях Александра Кабанеля . Виставляв свої роботи у Салоні з 1880 по 1882 роки разом зі своїми колегами-художниками з Португалії Жоао Маркесом де Олівейра, Антоніо Сільва Порто, Хосе Хуліо де Соуза Пінто, Колумбано Бордало Пінейро та Жоао Васом. Перебуваючи у Франції, він познайомився з Марі Гайберс (сестрою романіста Джессі Куверру) і одружився з нею, хоча шлюб порушив умови його стипендії. Він домагався чергової стипендії, але хвороба заважала йому подавати до вступу. Після цього він переїхав до Лондона, де його експонати привернули увагу, але його здоров'я вимагало теплішого клімату.
У 1884 році він емігрував з Марі до її рідної Австралії, хоча мало розмовляв англійською (він і Марі вживали французьку), і оселився у Мельбурні. Наступного року він приєднався до першої Австралійської художньої асоціації, яка злилася з Товариством художників Вікторії у 1888 році. Він став «професором дизайну» у Пресвітеріанській жіночій академії, був у кількох журі мистецтв і був названий інспектором Національної галереї Вікторії .
Після смерті Марі в 1901 році він повернувся до Порту, де створив майстерню у «Кришталевому палаці» (виставковий зал за зразком у Лондоні). Це швидко стало місцем збору місцевих художників та їх учнів. Його єдиний син був убитий під час Першої світової війни, і він повторно одружився в 1918 році. За кілька місяців до смерті, у 1932 році, він був нагороджений орденом Сантьяго да Еспада. Помер раптово, під час написання пейзажного живопису у сільській місцевості.

## Галерея

Floresta de Brolles (Fontainebleau) 1883 Національний музей сучасного мистецтва (Лісабон)
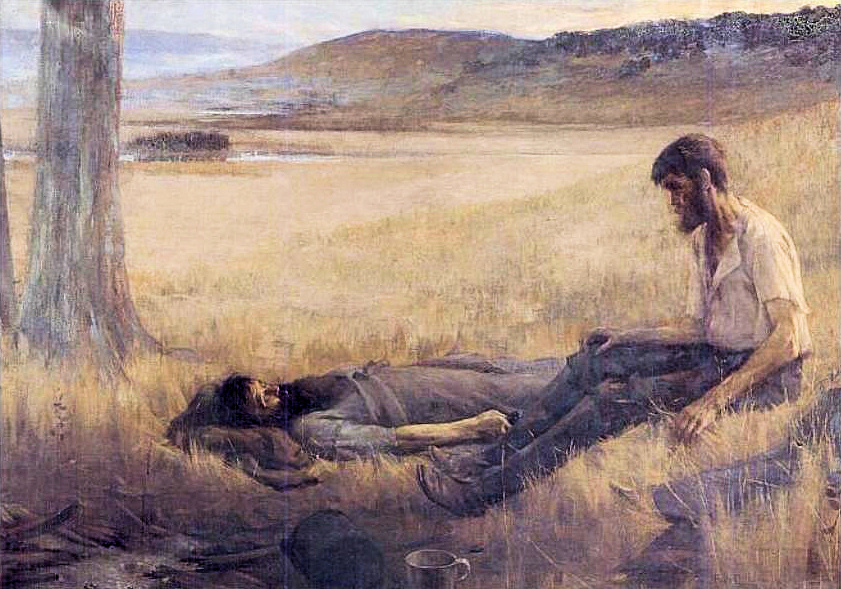
Смерть Берка (1892)